# شراب بوردو

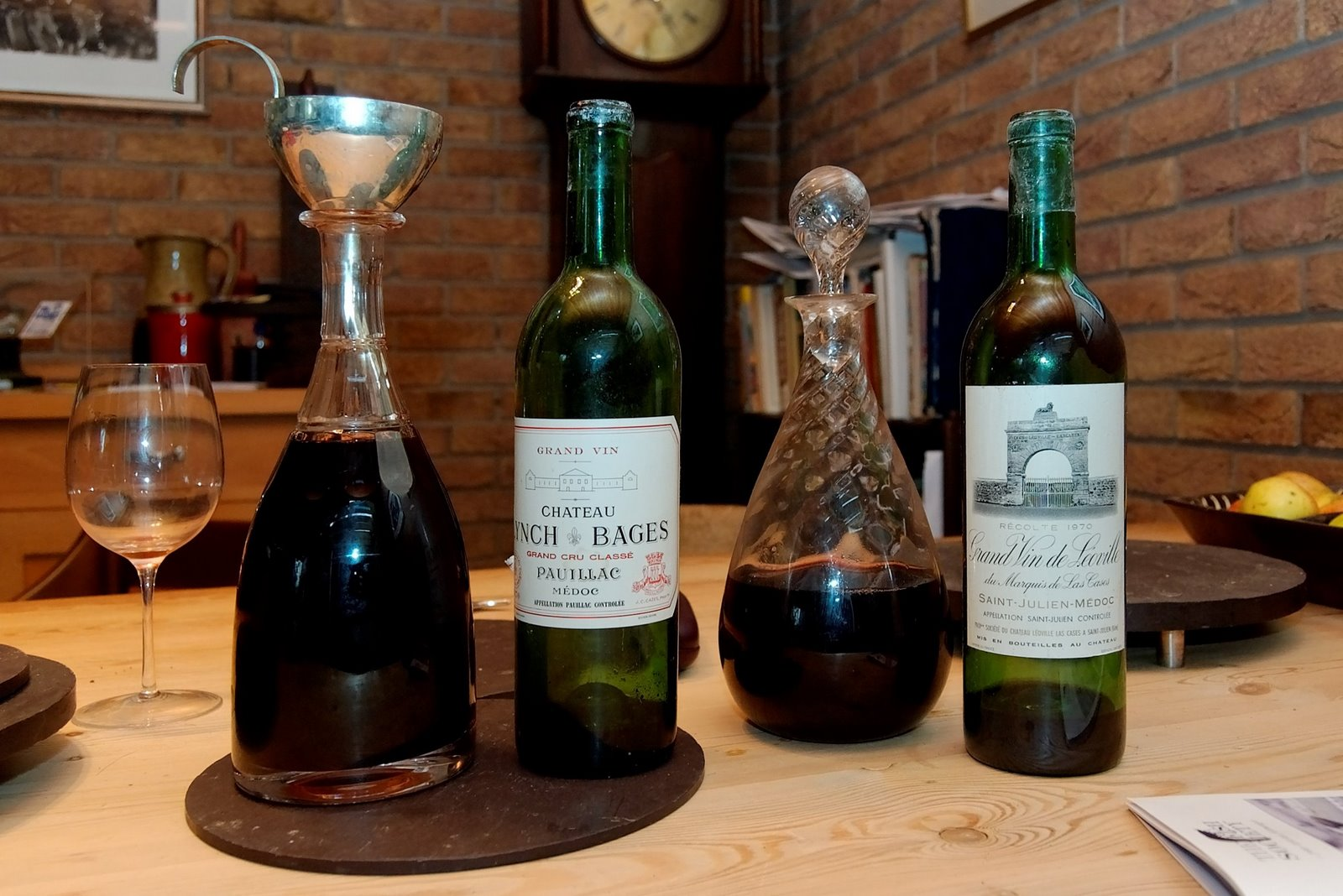
چند بطری شراب بوردو.

شراب بوردو (به فرانسوی: Vignoble de Bordeaux) به هر یک از شرابهای تولید شده در ناحیه بوردوی فرانسه گفته می‌شود. در آنجا بیش از ۷۰۰ میلیون بطری شراب اعم از شراب سفید و قرمز تولید می‌شود. در این ناحیه علاوه بر شرابهای ارزان قیمت، پر آوازه‌ترین و گران‌ترین شراب‌های جهان نیز تولید می‌شود. عدی حسین پسر رئیس جمهور سابق عراق، یکی از مصرف‌کنندگان این نوع شرابها بوده‌است که به وسیله هواپیمای شخصی برایش فراهم می‌شده‌است.
شراب بوردو بیشترین شرابی است که در جهان تولید می‌شود.